# The War To End All Wars
Albums de Sabaton
The Great War
(2019)
Singles
1. Christmas Truce
Sortie : 29 octobre 2021
2. Soldier of Heaven
Sortie : 7 janvier 2022
3. The Unkillable Soldier
Sortie : 11 février 2022
4. "Race to the Sea"
Sortie : 4 mars 2022

The War to End All Wars (expression anglophone équivalente à « La Der des Ders ») est le dixième album studio du groupe de heavy metal suédois Sabaton, sorti le 4 mars 2022,,,.
L'album sert de suite à l'album de 2019 du groupe, The Great War, et qui, comme son prédécesseur, se concentre sur les atrocités, les miracles et les événements autour de la Première Guerre mondiale, tels que ceux de la trêve de Noël, les Sturmtruppen de l'armée allemande, la course à la mer, le traité de Versailles, le type prédominant de cuirassé dreadnought au début du 20e siècle, et d'autres.
Le single Christmas Truce a été nommé pour le clip vidéo de l'année aux Global Metal Apocalypse Awards 2021, terminant deuxième au classement général.

## Liste des pistes
| 1.      | Sarajevo               | Attentat de Sarajevo | 4:37 |
| 2.      | Stormtroopers          | Les Sturmtruppen, soldats spécialistes de l'Allemagne impériale                                                                          | 3:56 |
| 3.      | Dreadnought            | Cuirassés de type Dreadnought du 20ème siècle                                                                                            | 4:58 |
| 4.      | The Unkillable Soldier | Adrian Carton de Wiart | 4:11 |
| 5.      | Soldier of Heaven      | Vendredi Blanc (1916) | 3:38 |
| 6.      | Hellfighters           | Le 369e régiment d'infanterie (États-Unis), également connu sous le nom de Harlem Hellfighters                                           | 3:26 |
| 7.      | Race to the Sea        | Albert Ier (roi des Belges) combattant aux côtés des soldats belges lors de la bataille de l'Yser à la fin de la Course à la mer de 1914 | 3:47 |
| 8.      | Lady of the Dark       | Milunka Savić, une femme soldat serbe de 1912 à 1919                                                                                     | 3:03 |
| 9.      | The Valley of Death    | Bataille de Doiran (1917) | 4:13 |
| 10.     | Christmas Truce        | Trêve de Noël de 1914 | 5:18 |
| 11.     | Versailles             | Traité de Versailles | 4:14 |
| 0:45:27 |                        | |      |

## Formation
Membres du groupe
- Joakim Brodén - chant, claviers
- Pär Sundström - basse, chœurs
- Chris Rörland - guitare, chœurs
- Tommy Johannson - guitare, chœurs
- Hannes van Dahl - batterie, chœurs